# 排骨灵
排骨灵（学名：Fissistigma bracteolatum）是番荔枝科瓜馥木属的植物。分布在缅甸以及中国大陆的云南等地，生长于海拔1,000米至1,800米的地区，多生于山地林谷中以及山谷路旁潮湿林中，目前尚未由人工引种栽培。

## 别名
满山香（云南）；多苞爪馥木（植物分类学报）